# Tanabe

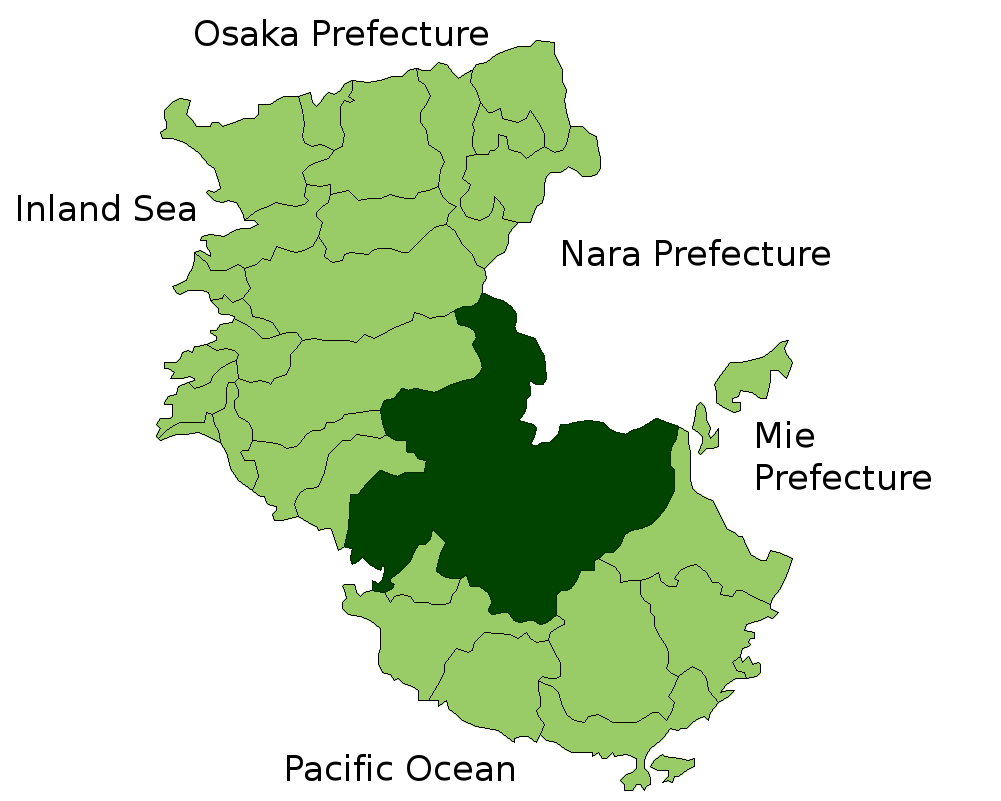

Tanabe (田辺市 Tanabe-shi?) este un municipiu din Japonia, prefectura Wakayama.